# Cascavel (gemeente in Ceará)
Cascavel is een gemeente in de Braziliaanse deelstaat Ceará. De gemeente telt 67.956 inwoners (schatting 2009).
De gemeente grenst aan Pindoretama, Aquiraz, Beberibe,  Ocara, Horizonte, Pacajus en Chorozinho.

## Geboren in Cascavel
- Francisca Celsa dos Santos (1904-2021), supereeuwelinge